# Renate Schlesier
Renate Schlesier (* 15. März 1947 in Berlin) ist eine deutsche Religionswissenschaftlerin, die seit 2002 Professorin am Institut für Religionswissenschaft der FU Berlin ist.

## Leben
Schlesier studierte von 1966 bis 1968 an der Universität Tübingen Philosophie, Allgemeine Rhetorik, Romanistik, Gräzistik und Kunstwissenschaften. Von 1968 bis 1971 studierte sie an der FU Berlin die Fächer Religionswissenschaft, Philosophie, Romanistik, Hermeneutik und Allgemeine und Vergleichende Literaturwissenschaft. 1971 schloss sie dort mit dem Magister Artium ab. Im Anschluss daran gewährte ihr die Studienstiftung des Deutschen Volkes ein Reisestipendium für Rom und Etrurien. Von 1974 bis 1979 war sie wissenschaftliche Mitarbeiterin an der FU, wo sie 1980 im Fach Religionswissenschaft mit einer Arbeit Konstruktionen der Weiblichkeit bei Sigmund Freud promovierte.
Bis 1984 war Schlesier Lehrbeauftragte an der FU Berlin sowie an der Berliner Hochschule der Künste. Von 1985 bis 1990 war sie Hochschulassistentin an der FU, wo sie sich 1988 habilitierte. Bis 1993 war sie dort Oberassistentin (C 2), dann bis 2002 Professorin für Kulturwissenschaftliche Anthropologie an der Universität Paderborn. Seit 2002 ist sie Inhaberin des Lehrstuhls für Religionswissenschaft an der FU Berlin. Nach ihrer Emeritierung trat Susanne Gödde 2016 ihre Nachfolge an.
Renate Schlesier war Teilprojektleiterin an mehreren Sonderforschungsbereichen: dem SFB 447 Kulturen des Performativen, SFB 626 Ästhetische Erfahrung und SFB 644 Transformationen der Antike sowie Teilprojektleiterin im BMBF-Forschungsverbund Theater und Fest in Europa und weiterhin Principal Investigator in den Exzellenzclustern Languages of Emotion, Topoi.

## Arbeitsgebiete
- Methodenfragen historisch-philologisch und kulturwissenschaftlich orientierter Religionswissenschaft
- Wissenschaftsgeschichte der Religionswissenschaft (v. a. im Kontext von Altertumswissenschaft, Philologie und Kulturanthropologie)
- Kultur- und religionsanthropologische Aspekte der Ästhetik
- Kultur- und Religionsgeschichte der griechischen und römischen Antike
- Transfer und Transformation religiöser Vorstellungen und Praktiken in der europäischen kulturellen Tradition bis in die Moderne.[1]

## Auszeichnungen, Preise und Fellowships (Auswahl)
- Wissenschaftspreis der Aby-Warburg-Stiftung, Hamburg (2003)
- Preis der A. Onassis Public Benefit Foundation, New York/Montreal
- Membership am Institute for Advanced Study Princeton
- Fellow des Kulturwissenschaftlichen Instituts Essen
- Wissenschaftlerin am Wissenschaftszentrum Nordrhein-Westfalen (1992/93 sowie 1998).

## Publikationen (Auswahl)
- (Hrsg.): Faszination des Mythos. Studien zu antiken und modernen Interpretationen. Stroemfeld/Roter Stern, Basel und Frankfurt am Main 1985.
- (Hrsg. mit Richard Faber): Die Restauration der Götter. Antike Religion und Neo-Paganismus. Königshausen & Neumann, Würzburg 1986.
- Kulte, Mythen und Gelehrte. Anthropologie der Antike seit 1800. Fischer-Taschenbuchverlag, Frankfurt/M. 1994, ISBN 978-3-596-11924-0.
- (Hrsg. mit Susanne Gödde): Dionysos. Verwandlung und Ekstase [anläßlich der Ausstellung "Dionysos - Verwandlung und Ekstase" in der Antikensammlung im Pergamonmuseum auf der Berliner Museumsinsel, 5. November 2008 – 21. Juni 2009]. Regensburg, Schnell + Steiner 2008, ISBN 978-3-7954-2115-1.
- (Hrsg. mit Ulrike Zellmann): Ritual als provoziertes Risiko. Würzburg, Königshausen & Neumann 2009, ISBN 978-3-8260-3493-0.
- (Hrsg.): A different god? Dionysos and ancient polytheism. Berlin, Boston, Mass., De Gruyter 2011, ISBN 978-3-11-022234-0.
- Mischungen beim antiken Gelage. Reflexionen des frühgriechischen Symposions (= Münchner Vorlesungen zu Antiken Welten, Band 7). De Gruyter, Berlin 2024, ISBN 9783111425221.